# Friofe
Friofe foi uma freguesia no actual território da freguesia de Quintiães, Barcelos. A extinta freguesia ficava num vale no topo do monte sul de Quintiães, inicialmente a freguesia chamava-se São Jorge de Friofe. O que levou a sua extinção foi provavelmente a pouca população existente na altura, incapaz de poder sustentar um pároco.
O nome deriva de Friúfe, genitivo de nome de pessoa de origem germânica Fredulfos ou Fredulfi que provem de Friths(Paz) e Wulf (lobo). Vem citado nas Inquirições de 1220 como "Freufe" e nas de 1258 como "Freufi". O Censual de Braga, dos fins do século XI, se referem que: "De Sancto Georgii de Freofi I modium", isto é, a freguesia pagava à Se de Braga 6 rasas, sinal de freguesia diminuta, enquanto a freguesia vizinha Quintiães, pagava 3 moios. Actualmente a zona onde se situava a freguesia é uma Agra de cultivo. Existem relatos de ter sido encontrados fragmentos de cerâmica em várias ocasiões pelas pessoas que praticam a agricultura em essa zona.